# Євфросинія Дукена Каматирена
Євфросинія Дукена Каматирена (бл. 1155 — 1210/1211) — візантійська імператриця.

## Життєпис
Походила з аристократичного роду Каматирів (Каматерів). Донька Андроніка Каматира, великого друнгарія вігли, та невідомої жінки з роду Кантакузин. Її бабця по батьківській лінії належала до династії Дук. Тому Євфросинія надалі додала це прізвище до родинного. Народилася близько 1155 року в Константинополі. Близько 1169 року її пошлюбив Олексій Ангел. У 1185 році рід Ангелів захопив владу в Візантії, заснувавши власну династію. Євфросинія, що мала значний вплив на чоловіка, підтримувала його амбіції. У 1195 році сприяла долученню аристократів до змови Олексія Ангела проти брата — імператора Ісаака II.
Після сходження на трон Олексія, Євфросинія взяла на себе керування палацом, невдовзі фактична влада в імперії перейшла до неї, оскільки чоловік поринув у розкоші та розваги. Євфросинія стала видавати накази та здійснювати призначення не радячись з імператором. В управлінні їй допомагав Костянтин Месопотаміт. Ними було здійснено спроби розв'язати проблеми імперії, насамперед дефіцит бюджету, хабарництво, приборкати місцеву знать та військовиків. Втім така влада викликала заздрощі, тому її брат Василь Каматир та зять Андронік Контостефан переконали Олексія III у перелюбі Євфросинії з аристократом Ватацом. В результаті останнього було страчено, а імператриця втратила свій титул та була запроторена до монастиря Нематареа. Але навесні 1197 року зуміла повернутися до імператорського палацу.
Але Євфросинія вже не мала такого впливу та влади. Втім, намагалася переконати чоловіка-імператора у необхідності зміцнення уряду та приборкати здирників, втім марно. У 1203 році війська хрестоносців підійшли до Константинополя. Чоловік Євфросинії втік зі столиці, захопивши з собою 10 кентинаріїв золота і доньку Ірину. Євфросинію арештували прихильники Олексія IV Ангела, втім влада незабаром перейшла до Олексія Дуки, який був коханцем її дочки Євдокії.
У квітні 1204 року Константинополь захопили хрестоносці, тому Євфросинія втекла з Євдокією і імператором Олексієм V до Егейського узбережжя, зупинившись в Мосинополі. Тут колишній імператор Олексій III наказав схопити Олексія V, якого було передано хрестоносцям. Слідом за цим Євфросинія разом з чоловіком рушила до Фессалії, а звідти до Коринфу, але були полонені Боніфацієм Монферратським. У 1209 або 1210 році вони були викуплені родичем — Михайлом I Комніном Дукой, деспотом Епіру. Олексій вирушив до Конійському султанату, а  Євфросинія оселилася в Арті (столиці деспотату), де і померла в 1210 або 1211 році.

## Родина
Чоловік — Олексій III Ангел, візантійський імператор.
Діти:
- Ірина, дружина: 1) Андроника Констостефана; 2) деспота Олексія Палеолога
- Євдокія (1173 — бл. 1211), дружина Стефана II, великого жупана Рашки; 2) Олексія V, візантійського імператора; 3) Льва Сгура, архонта Коринфу.
- Анна (1176—1212), дружина: 1) Ісаака Комніна, себастократора; 2) Феодора I, імператора Нікеї.